# Landesgartenschau Auerbach/Vogtl./Rodewisch 2029
Die 11. Landesgartenschau Sachsens in Auerbach/Vogtl. und Rodewisch soll 2029 nach Reichenbach 2009 ein zweites Mal im Vogtland, diesmal in den ostvogtländischen Städten Auerbach und Rodewisch, stattfinden.

## Bewerbung und Planung
Aufgewertet werden soll das als „Schandfleck“ betitelte Freudenthal entlang des Verlaufs des kleinen Flusses Göltzsch zwischen den beiden Städten. Der Zuschlag für Rodewisch und Auerbach erfolgte am 20. Januar 2024 gegen den einzigen Mitbewerber Freiberg. Für Planung und Durchführung der Landesgartenschau sind vom Land Sachsen bisher 5 Millionen Euro Förderung geplant. Kerngebiet wird die Fläche vom Rodewischer Schlößchen  bis zum Auerbacher Papiermühlenplatz. Im Süden soll das Gebiet bis zum Hofaupark/Goethepark fortgesetzt werden. Insgesamt sind Ausgaben in Höhe von 20 Mio. Euro geplant. Der Eigenanteil der Kommunen soll bei 15 % (= 3 Mio. Euro) liegen. Die nicht gedeckte Summe soll durch andere Fördermittel für geplante Einzelprojekte gedeckt werden.
Beschlossen ist, die Rodewischer Schloßinsel für den Zeitraum der Landesgartenschau zu umzäunen und Eintritt zu verlangen. Dieser Schritt ist in Rodewisch umstritten. Die örtliche AfD-Fraktion ist im Stadtrat damit gescheitert, das Spielplatzgelände aus der weiteren Planung auszuschließen.

## Belege
1. ↑  MDR SACHSEN: Sachsen: Landesgartenschau 2029 kommt ins Vogtland. Abgerufen am 31. Januar 2024.
2. ↑  So viel Freude im Auerbacher Freudenthal: Jetzt sind Ideen für die Laga gefragt. Abgerufen am 31. Januar 2024.
3. ↑  Cornelia Henze: Umzäunte Landesgartenschau im Göltzschtal: So haben Einwohner anderer Gartenschau-Städte auf den Kartenzwang reagiert. Freie Presse, 15. Juli 2024, abgerufen am 15. Juli 2024.
4. ↑  Cornelia Henze: Architekten-Wettbewerb startet für Gartenschau im Göltzschtal: Warum der Spielplatz hinterm Zaun bleibt. Freie Presse, 16. Oktober 2024, abgerufen am 4. November 2024.

Koordinaten: 50° 31′ 11,7″ N, 12° 24′ 10″ O